# Ōzeki
Ōzeki (jap. 大関, wörtlich: große Barriere) ist der zweithöchste Rang im Sumō, hinter dem Yokozuna, und zählt wie dieser zu den oberen Sanyaku. Bis 1890 war Ōzeki der offiziell höchste Rang auf der Banzuke (Rangliste).
Um Ōzeki zu werden, muss der Sumō-Ringer grundsätzlich 33 bis 35 Siege innerhalb von drei aufeinanderfolgenden basho (Turnieren) in den beiden Rängen unterhalb von Ōzeki erreichen. Ein Ōzeki genießt das Privileg, dass er seinen Rang nicht wegen eines einfachen Make-koshi (mehr Niederlagen als Siege in einem Turnier) verlieren kann. Nach einmaligem Make-koshi  wird er lediglich zum Kadoban (abstiegsgefährdet). Erleidet er jedoch zwei Make-koshi in Serie, wird er zum Sekiwake zurückgestuft. Er hat aber beim nächsten Turnier die Chance, mit mindestens 10 Siegen zum Ōzeki-Rang zurückzukehren. Tochiazuma ist der bisher einzige Ringer, der seit Einführung der Regel 1969 diesen Wiederaufstieg gleich zweimal schaffte.
Im Stadtbezirk Kōtō, in Tokio steht ein Steindenkmal für Sumō-Ringer des Ōzeki-Rangs.